# Carl Gustaf von Qvillfelt
Carl Gustaf von Qvillfelt, född 2 februari 1733 i Stralsund, död där 24 mars 1814, var en svensk militär.
Carl Gustaf von Qvillfelt var son till kapten Gustaf Gabriel von Qvillfelt och Anna von Schultze samt bror till Vilhelm Ludvig von Qvillfelt. Han blev volontär vid artilleriet i Stralsund 1740, lärfyrverkare där 1741, fyrverkare 1742, furir 1747, fänrik vid Spenska regementet 1749 och löjtnant där 1753. von Qvillfelt deltog i Sjuårskriget, blev ryttmästare vid Husarregementet 1758, sekundmajor där 1763, premiärmajor 1766, premiärmajor vid Karelska skvadronen 1767 och åter transporterad till Husarregementet samma år. Han blev överstelöjtnant vid Husarregementet 1776, blev överste 1784 och var chef för Drottningens livregemente till fot 1784–1805. von Qvillfelt blev generalmajor 1792 och generallöjtnant 1802. Han ägde Papendorf i kretsen Lassan i Vorpommern. von Qvillfelt blev 1767 riddare, 1799 kommendör och 1804 kommendör med stort kors av Svärdsorden.